# 博德勒库尔
博德勒库尔（法語：Baudrecourt，法語發音：[bodʁəkuʁ]）是法国摩泽尔省的一个市镇，属于萨尔堡-萨兰堡区。

## 地理
博德勒库尔（48°57'48"N, 6°27'6"E）面积5.07 平方千米，位于法国大東部大區摩泽尔省，该省份为法国东北部内陆省份，是洛林的一部分，西南接默尔特-摩泽尔省，东临下莱茵省，北与卢森堡和德国接壤。
与博德勒库尔接壤的市镇（或旧市镇、城区）包括：舍努瓦、吕西、尼德河畔莫维尔、圣埃夫尔、瓦蒂蒙。

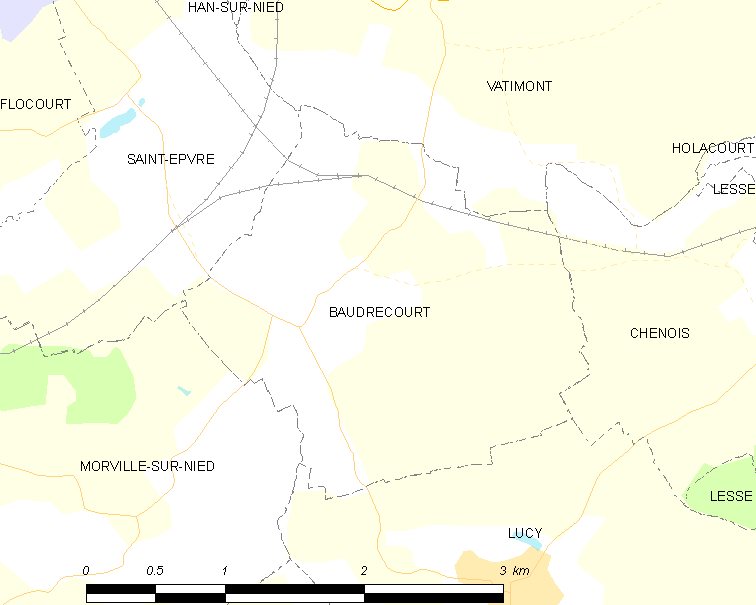
博德勒库尔的OSM定位图

博德勒库尔的时区为UTC+01:00、UTC+02:00（夏令时）。

## 行政
博德勒库尔的邮政编码为57580，INSEE市镇编码为57054。

## 政治
博德勒库尔所属的省级选区为索努瓦县。

## 人口

1962-2008年间博德勒库尔人口变化图示

博德勒库尔于2022年1月1日时的人口数量为176人。